# Shabab Al-Khaleel
El Shabab Al-Khaleel también nombrado Shabab Al-Jalil (en árabe: شباب الخليل‎), es un club de fútbol con sede en la ciudad de Hebrón en Cisjordania, Estado de Palestina. El club fue fundado en 1943 y es actualmente el club más antiguo en actividad en la Liga Premier de Cisjordania.
El club ha logrado tres veces el torneo local en 1982, 1985 y 2016, este último título le dio la clasificación a la Copa de la AFC de 2017.

## Palmarés
- Cisjordania Premier League: 6

1979, 1982, 1985, 1999, 2016, 2021
- Copa Palestina: 4

1978, 1981, 1985, 2013
- Supercopa de Palestina: 1

2013
- Copa Yasser Arafat: 2

2014, 2017

## Participación en competiciones de la AFC
| Temporada | Torneo  | Ronda    | Club              | Casa | Visita | Global   |
| --------- | ------- | -------- | ----------------- | ---- | ------ | -------- |
| 2017      | AFC Cup | Play-off | Al-Suwaiq         | 2–1  | 1-3    | 3–4      |
| 2022      | AFC Cup | Grupo B  | Dhofar            | 0-3  | 0-3    | 4° lugar |
| 2022      | AFC Cup | Grupo B  | Al-Arabi          | 0-1  | 0-1    | 4° lugar |
| 2022      | AFC Cup | Grupo B  | Al-Riffa          | 1-3  | 1-3    | 4° lugar |
| 2023/24   | AFC Cup | Playoff  | Al-Ittihad Aleppo | 1-2  | 1-2    | 1-2      |

## Entrenadores
- Bahjat Odeh (julio de 2019-presente)[1]